# Сентгабель
Сентгабе́ль (фр. Cintegabelle, окс. Senta Gabèla) — коммуна во Франции, находится в регионе Юг — Пиренеи. Департамент — Верхняя Гаронна. Административный центр кантона Сентгабель. Округ коммуны — Мюре.
Код INSEE коммуны — 31145.

## География
Коммуна расположена приблизительно в 620 км к югу от Парижа, в 34 км к югу от Тулузы.
По территории коммуны протекает река Арьеж и её приток — река Гран-Эр (фр. Grand Hers).

## Климат
Климат умеренно-океанический. Зима мягкая и снежная, весна характеризуется сильными дождями и грозами, лето сухое и жаркое, осень солнечная. Преобладают сильные юго-восточные и северо-западные ветры.

## Население
Население коммуны на 2010 год составляло 2625 человек.
| 1962 | 1968 | 1975 | 1982 | 1990 | 1999 | 2010 |
| ---- | ---- | ---- | ---- | ---- | ---- | ---- |
| 1796 | 1818 | 1921 | 2061 | 2215 | 2353 | 2625 |

## Администрация
| Период | Период | Фамилия        | Партия                  | Примечания               |
| ------ | ------ | -------------- | ----------------------- | ------------------------ |
| 1945   | 1973   | Люсьен Каналь  | Социалистическая партия |                          |
| 1973   | 1988   | Жак Пик        | Социалистическая партия |                          |
| 1988   | 2008   | Кристьян Брюне | Социалистическая партия | член генерального совета |
| 2008   | 2020   | Жан-Луи Реми   | Социалистическая партия |                          |

## Экономика
В 2010 году среди 1656 человек трудоспособного возраста (15—64 лет) 1230 были экономически активными, 426 — неактивными (показатель активности — 74,3 %, в 1999 году было 70,5 %). Из 1230 активных жителей работали 1119 человек (594 мужчины и 525 женщин), безработных было 111 (51 мужчина и 60 женщин). Среди 426 неактивных 130 человек были учениками или студентами, 175 — пенсионерами, 121 были неактивными по другим причинам.

## Достопримечательности
- Церковь Нотр-Дам (XV век). Исторический памятник с 1984 года[4]
- Бывшее аббатство Бульбонн[фр.] (XVII век). Исторический памятник с 1981 года[5]
- Парк Секурьё (XVIII век). Исторический памятник с 1988 года[6]
- Голубятня Буиссу. Исторический памятник с 1946 года[7]
- Замок Секурьё (XIII век)
- Замок Ампуйак

## Фотогалерея

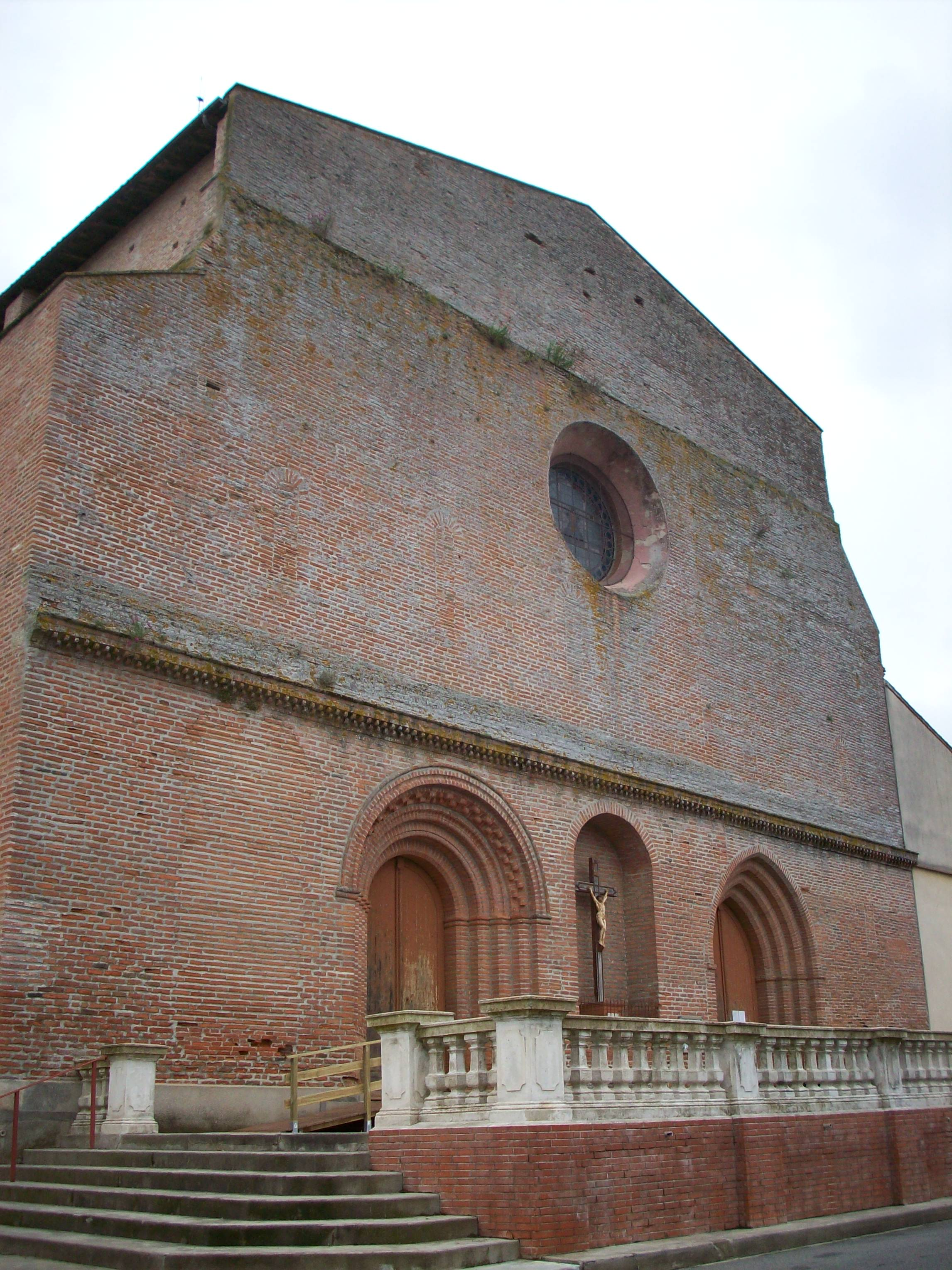
Церковь
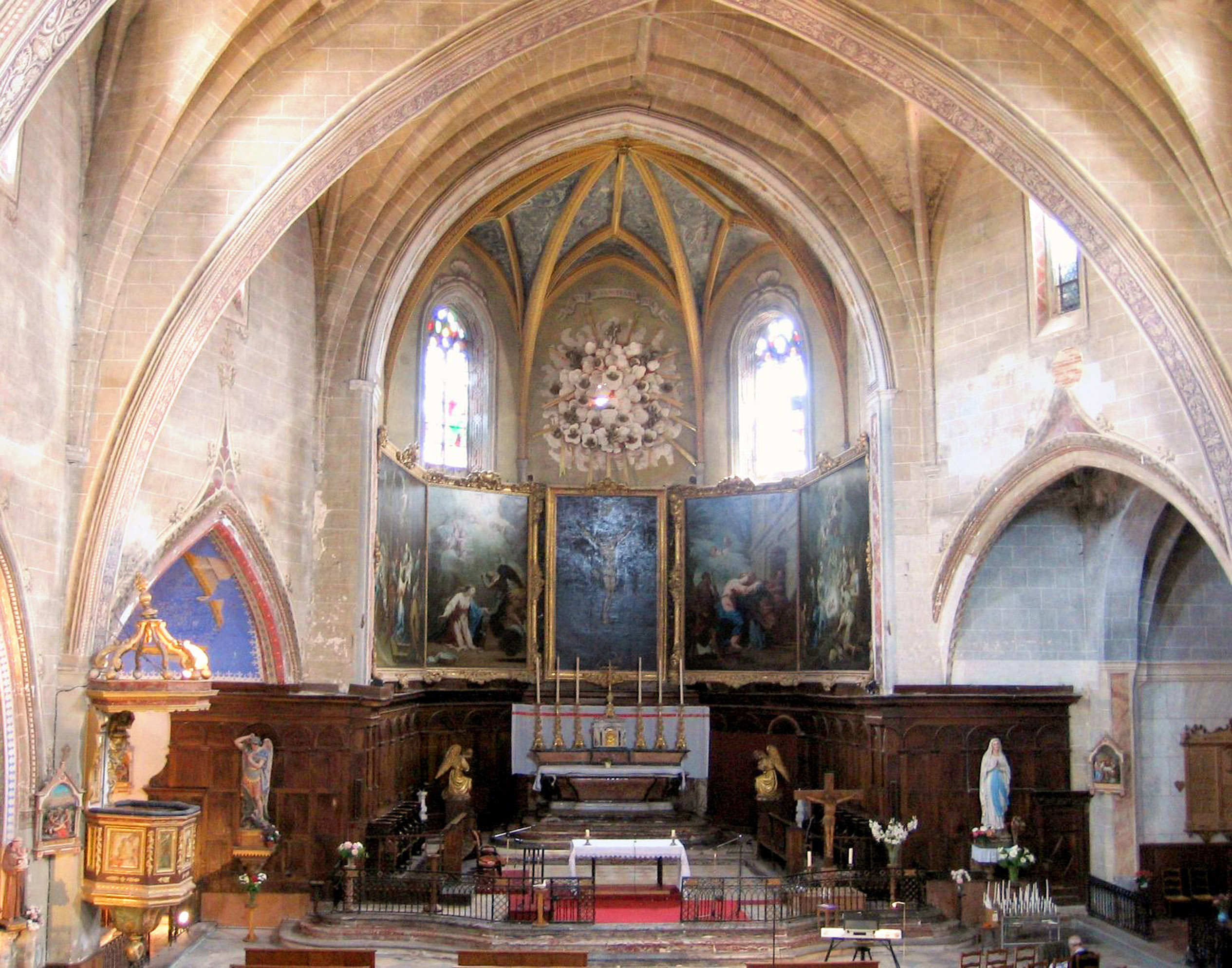
Интерьер церкви
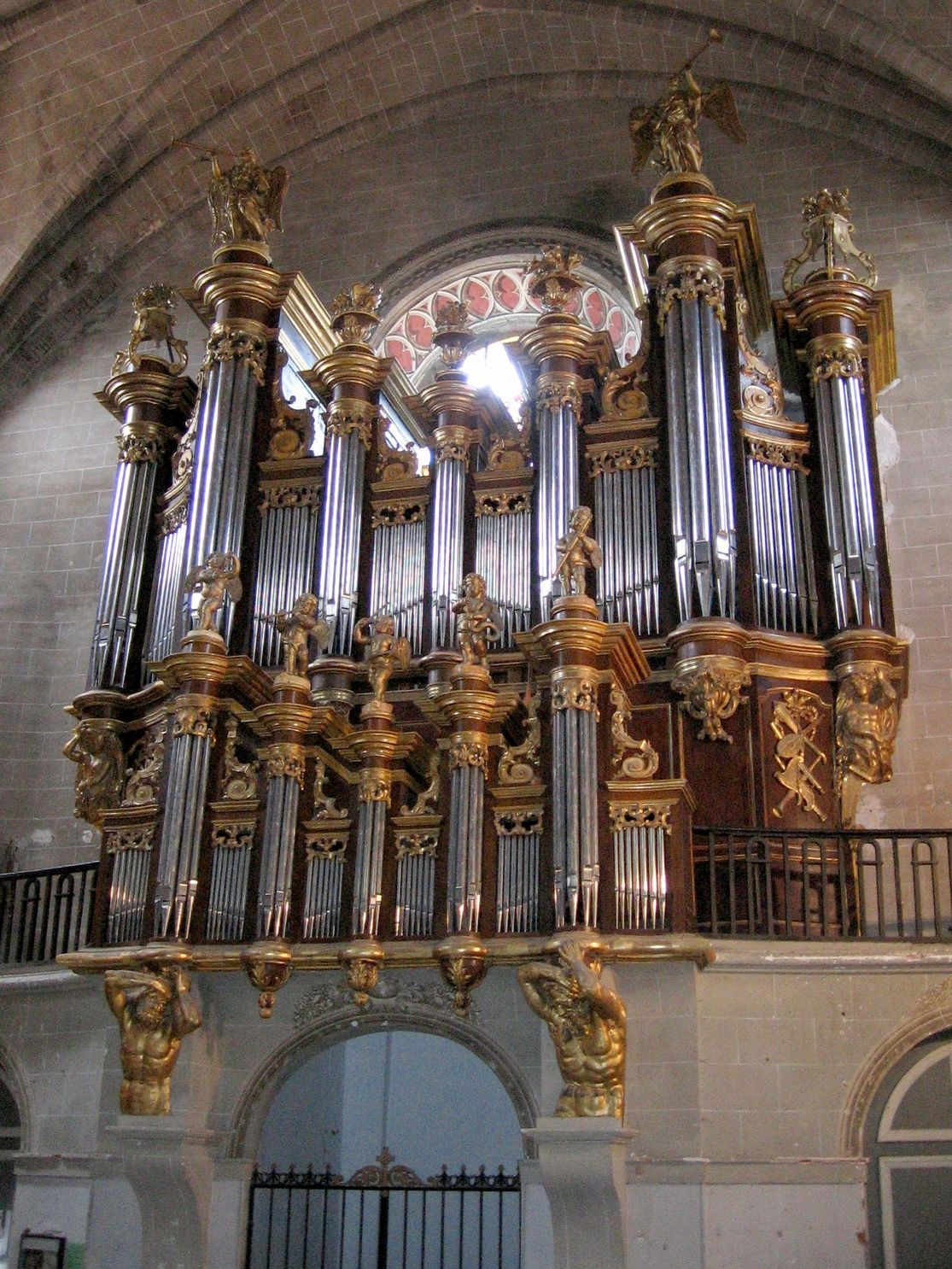
Церковный орган
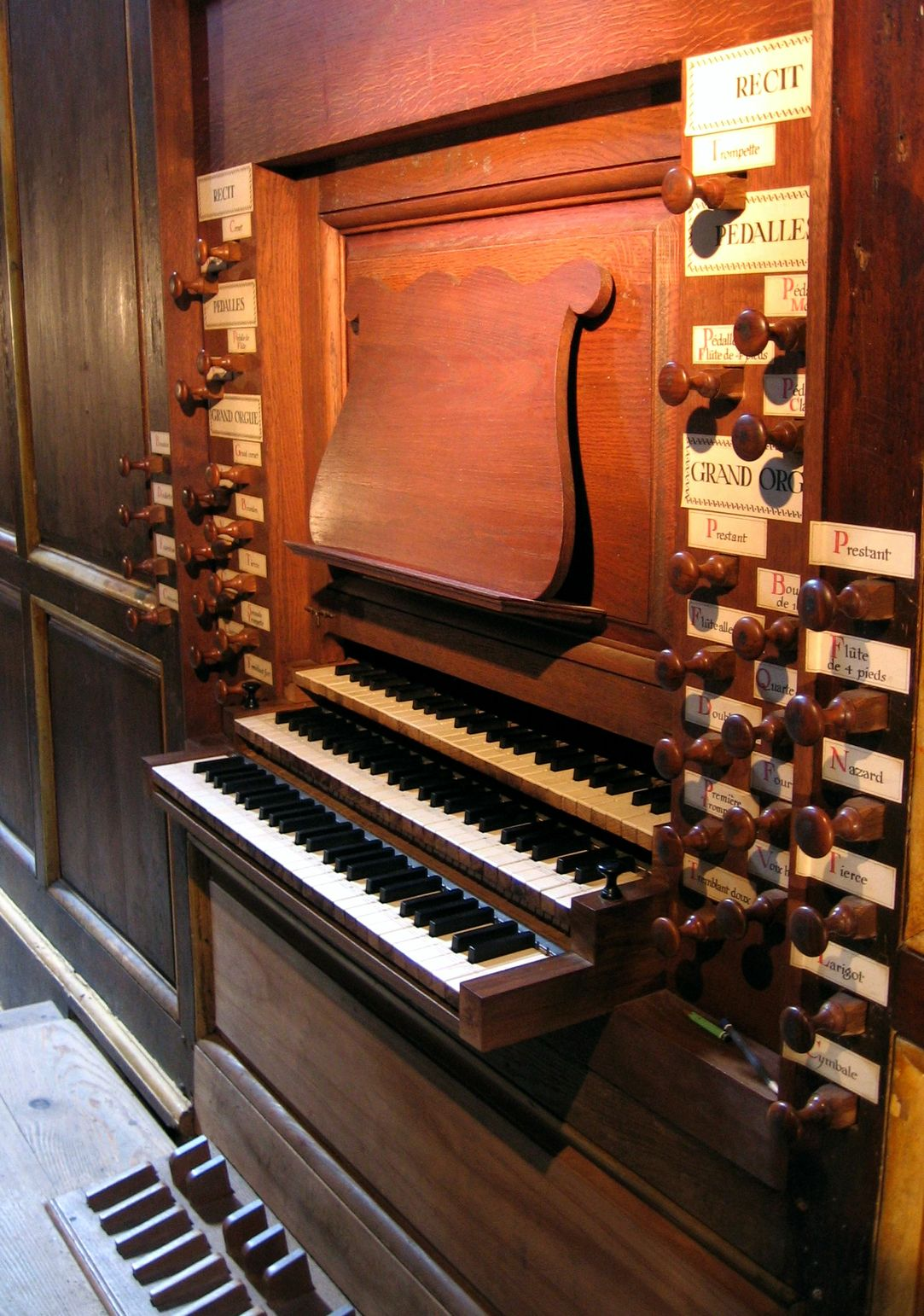
Церковный орган
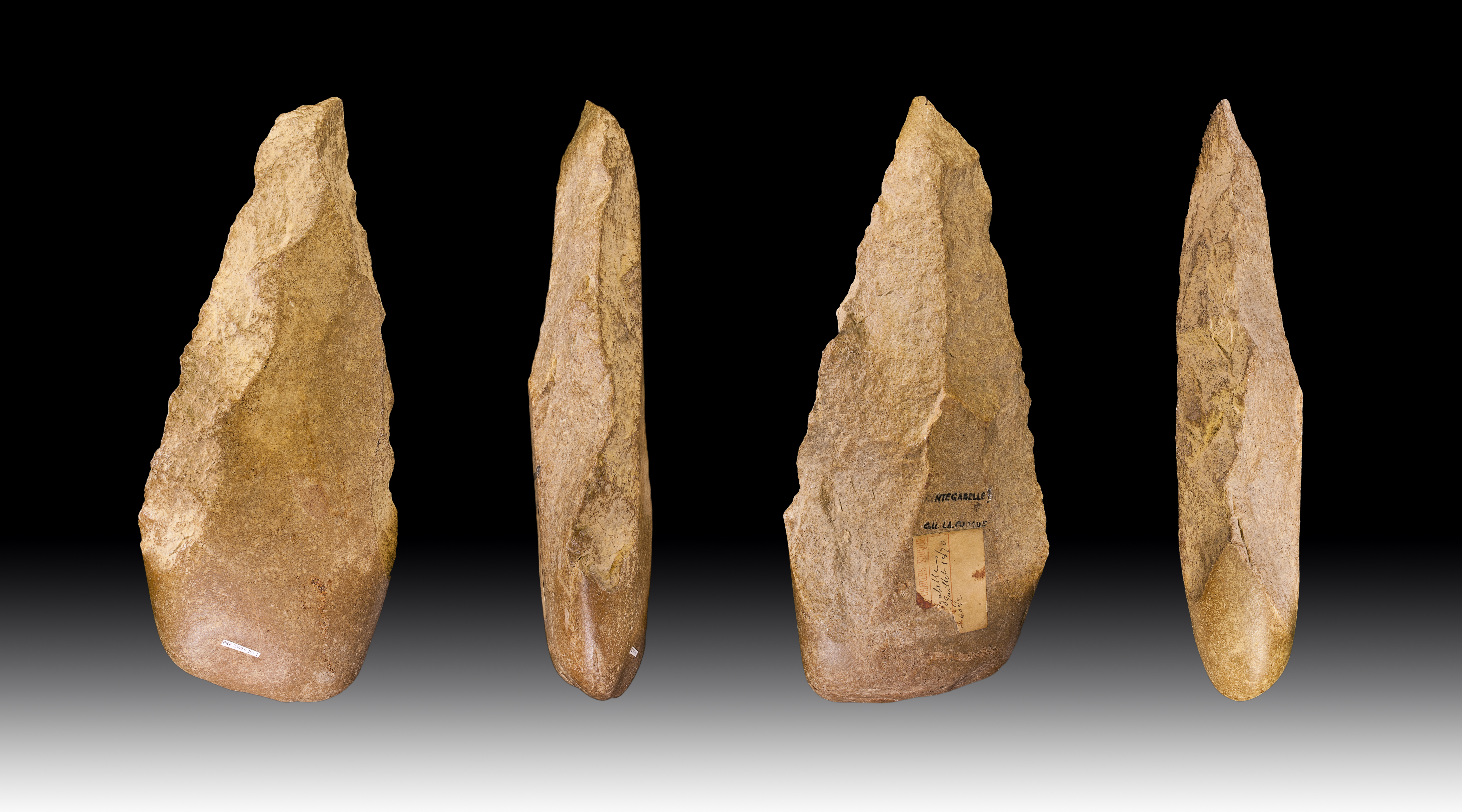
Древние рубила, найденные в Сентгабеле
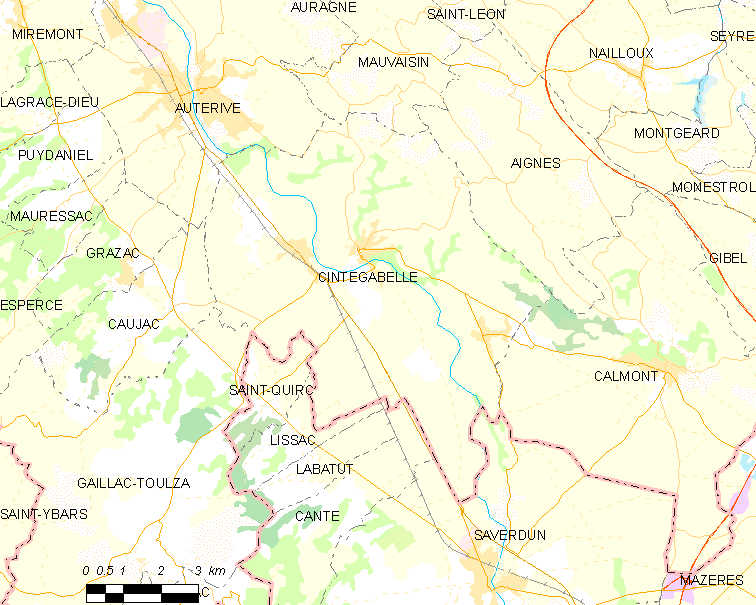
Карта коммуны